# أدريان تايلور
أدريان تايلور (بالإنجليزية: Adrian Taylor)‏ هو منتج تلفزيوني أمريكي، ولد في 27 يناير 1954 في Doylestown, Pennsylvania ‏ في الولايات المتحدة، وتوفي في 21 مارس 2014 في نيوآرك في الولايات المتحدة بسبب سرطان البنكرياس.